# Josef Suk
Josef Suk (Křečovice (Bohemen), 4 januari 1874 – Benešov bij Praag, 29 mei 1935) was een Tsjechische componist, muziekpedagoog en violist. Suk was de schoonzoon van Antonín Dvořák.

## Leven en werk
Josef Suk was de zoon van een dorpsorganist, schoolmeester en koordirigent. Zoals veel Boheemse en Moravische kinderen met muziektalent studeerde hij aan het Conservatorium van Praag. Viool was zijn hoofdinstrument. In 1888 componeerde hij zijn eerste muziekstuk, een fantasie voor strijkers. Vervolgens ging hij compositie studeren bij Josef Bohuslav Foerster en Dvořák. Zijn carrière als componist nam een hoge vlucht en Suk werd als opvolger van Dvořák geëtiketteerd. Ook als tweede violist van het beroemde Boheems Strijkkwartet kreeg hij internationale erkenning.
Met de componisten Vítězslav Novák en Otakar Ostrčil werd hij de hoop van de Tsjechische muziek - ná die van Smetana, Dvořák en Janáček. Als kroonprins van Dvořák werd Suk een graag geziene gast in invloedrijke kringen. Ook werd hij praktisch in het huishouden van Dvořák opgenomen. Hij werd verliefd op diens 14-jarige dochter Otylka en kwam veel in het zomerhuis van Dvořák in Vysoká. Otylka ging met haar vader naar New York en na terugkomst van het gezin, in 1892, trouwde Suk in 1898 met haar.
Suks emotionaliteit vond zijn muzikale hoogtepunt door de relatie met Otylka Dvořáková. Zijn muziek van dat moment is te beschrijven als vrolijk, verliefd en laatromantisch. In zijn toneelmuziek Pohádka op. 16 uit 1899-1900 eerde hij zijn jonge vrouw Otylka met een gloedvol thema. In 1904 en 1905 sloegen twee tragedies zijn geluk aan gruzelementen. In 1904 overleed Dvořák relatief jong en in 1905 stierf ook de jonge Otylka, aan hartfalen.
Suks muziek werd nu ingetogen, reflectief en vol tragische wendingen. Het motief van de dood is nooit ver weg. In de beide laatste delen van zijn Asrael-symfonie op. 27 eerde hij opnieuw Otylka, maar nu met een zwaar hart. Hij was aan het werk begonnen om er zijn overleden mentor en schoonvader in te gedenken.
De nog jeugdige componist hertrouwde niet. Hij ging allengs minder componeren, enerzijds door zijn kwartetverplichtingen, maar ook omdat zijn composities grootser van opzet werden. Na de Asrael-symfonie uit 1906 volgden nog drie orkestwerken van mahleriaanse omvang: de symfonische gedichten Pohádka léta (Een zomersprookje) in 1908, Zrání (Rijping) in 1917 en Epilog (Epiloog) in 1929.
Zeer populair werd in Tsjecho-Slowakije de patriottische mars V nový život (In het nieuwe leven) die hij in 1920 voltooide voor de nationalistische beweging Sokol. Suk werd er in 1932 op de Olympische Spelen van Los Angeles voor onderscheiden met een zilveren medaille. De openingsfanfare fungeerde tijdens de Tweede Wereldoorlog als herkenningstune bij de radio-uitzendingen van de Tsjecho-Slowaakse regering in ballingschap.
Suk gaf vanaf 1922 lessen aan het Praagse conservatorium, waarvan hij ook rector zou worden. Tot zijn leerlingen behoorde Bohuslav Martinů.

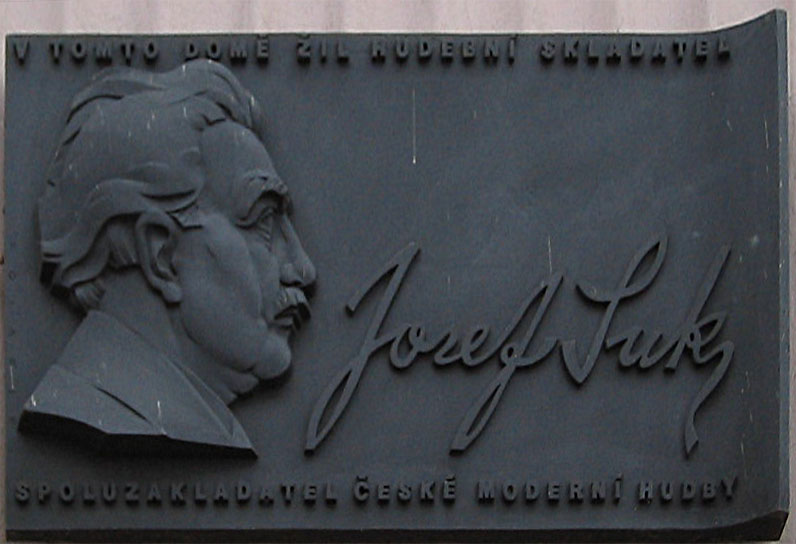
Gedenkplaat van Josef Suk op een huis in Trojická straat, Praag

Aan zijn werk en leven is het Josef Suk Museum in Křečovice gewijd. Zijn kleinzoon Josef Suk (1929-2011) is een gerespecteerde violist geworden met een internationale carrière.

## Registraties
Wie muziek van Suk wil horen moet zich tot verschillende muzieklabels wenden. Op het Engelse label Chandos zijn op. 6, 16, 25 en 27 verkrijgbaar. Het Engelse label Virgin heeft op drie CD's vooral Suks grote orkestwerken vastgelegd. Het Tsjechische label Supraphon heeft veel van Suks werken opgenomen, maar deze zijn niet makkelijk of niet meer verkrijgbaar.
Suks muziek wordt niet vaak in de Nederlandse concertzalen uitgevoerd.

## Composities

### Orkestwerken
- 1888 Fantasie, voor strijkers
- 1889 rev.1934 Smuteční pochod (Begrafenismars), voor strijkers
- 1891-1892 Dramatická předehra (Dramatische ouverture), op. 4
- 1892 Serenade, voor strijkers, op. 6
- 1894 rev.1926 Pohádka zimního večera (Winteravondverhaal), ouverture, op. 9, naar Shakespeare
- 1897-1899 Symfonie in E groot op. 14
- 1899-1900 Pohádka (Sprookje), suite naar de toneelmuziek van "Radúz en Mahulena", op. 16
- 1900-1901 rev.1911 rev.1915 Pod jabloní (Onder de appelboom), voor alt, vertellers, koor en orkest, op. 20 - tekst: Julius Zeyer
- 1902-1903 Fantasie in g klein, voor viool en orkest, op. 24
- 1903 Fantastické scherzo, op. 25
- 1904 Praga (Praag), symfonisch gedicht, op. 26
- 1905-1906 Asrael-symfonie, op. 27
- 1907-1908 Pohádka léta (Een zomersprookje), symfonisch gedicht, op. 29
- 1912-1917 Zrání (Rijping), symfonisch gedicht, op. 34 (naar Antonín Sova)
- 1914 Meditace staročeský chorál Svatý Václave (Meditatie over de oud-Tsjechische hymne "St. Wenceslas"), voor strijkers, op. 35a
- 1919-1920 Legenda o mrtvých vítězích (Legende van de dode overwinnaars), op. 35b
- 1919-1920 V nový život (In het nieuwe leven), mars, op. 35c (ook voor harmonieorkest)
- 1920-1929 Epilog, symfonisch stuk voor sopraan, bariton, bas, 2 koren en orkest, op. 37 (naar tekst van Píss, Moses, en Julius Zeyer, gearrangeerd door Vycpálek)
- Píseň lásky, voor orkest
- Pod Blaníkem, mars
- V roztoužení, op. 22a

### Werken voor harmonieorkest
- 1919 V nový život (In het nieuwe leven), mars op. 35c
- Idylky I. a II. - pomalé valčíky (Langzame wals)
- Vesnická serenáda

### Missen, cantates en gewijde muziek
- 1887 Křečovická mše, voor sopraan, alt, tenor, bas, gemengd koor, strijkorkest, pauken en orgel

### Muziektheater
- 1897-1898 rev.1912 Radúz a Mahulena (Radúz en Mahulena), voor alt, tenor, vertellers, koor en orkest, op.13 - tekst: Julius Zeyer

### Werken voor koor
- Nechte cizích, mluvte vlastní řečí, voor mannenkoor
- Deset Zpĕvu pro žensky sbor, op.15, 10 liederen voor vrouwenkoor en quatre-mains pianobegeleiding

### Vocale muziek
- Tři písně (Drie liederen), voor solozang en piano

### Kamermuziek
- 1889 Trio, voor viool, cello en piano, op. 2
- 1891 Kvartet, voor viool, altviool, cello en piano, op. 1
- 1893-1915 Kvintet, voor twee violen, altiviool, cello en piano, op. 8
- 1900 Čtyři kusy, voor viool en piano
- 1915 Kvartetní věta, voor strijkkwartet
- 1915 Tempo dal quartetto, voor strijkkwartet, op. 11
- Bagatela - S kyticí v ruce, voor fluit, viool en piano
- Balada a Serenáda, voor cello en piano
- Barkarola a Balada, voor strijkkwartet
- Menuet, voor strijkkwartet
- Strijkkwartet in Bes-groot
- Strijkkwartet no. 2, op. 31
- Sousedská (aneb žádný hněv a žádná rvačka), voor vijf violen, contrabas en slagwerk

### Werken voor piano
- 1892 Fantasie - Polonaise, op. 5 (dit werk werd in 1941 door Václav Smetáček voor orkest geïnstrumenteerd)
- 1894 Humoreska
- 1920 O přátelství
- Ella polka
- Jaro, vijf stukken voor piano
- Klavírní skladby (Piano stukken)
- Nálady, vijf stukken voor piano
- O matince
- Píseň lásky
- Suita
- Tři klavírní skladby (Drie piano stukken)
- Ukolébavky
- V očekávání, op. 22a